# Kalambofallen

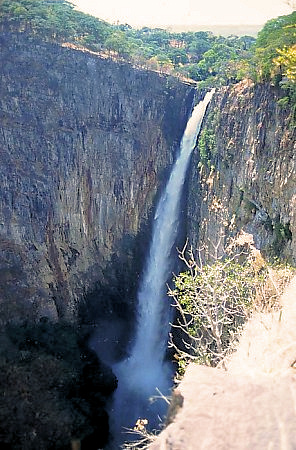
Kalambofallen.

Kalambofallen är ett vattenfall på gränsen mellan Zambia och Tanzania, i Kalambofloden vid Tanganyikasjöns sydöstra spets. Det är det näst högsta frifallsvattenfallet i Afrika efter Tugelafallen i Sydafrika. Det fria fallet är på 215 meter, och totalt är fallhöjden omkring 900 meter längs en milslång sträcka.
Vid fallen häckar marabustorken. Kalambofallen är sedan 10 mars 2009 uppsatta på Zambias tentativa världsarvslista.

## Kalambofallens förhistoriska bosättning
Nära Kalambofallen finns lämningar efter en förhistorisk bosättning. Första utgrävningarna genomfördes under 1956-1959 och visade att bosättningen som pågått från stenåldern och fram till järnåldern. Denna är sedan 1964 ett nationalmonument och sedan 11 juni 1997 uppsatt på Zambias tentativa världsarvslista..